# النقش جيه 6
النقش جيه 6 (المعروف أيضًا CIH 6 أو RES 2637C) هو نقش عربي ما قبل الإسلام من جنوب شبه الجزيرة العربية. يعود تاريخه إلى القرن الخامس الميلادي، ويُخلد ذكرى إتمام بناء منزل أو قصر على يد الوصي الحميري عبد كلال [الإنجليزية] وعائلته. قُدِّمَت صورة ممسوحة ضوئيًا للنقوش لأول مرة على يد يوهانس إتش. موردتمان ويوجين ميتفوخ في عملهما راثينس-ف. رحلة ويسمان إلى جنوب شبه الجزيرة العربية (بالألمانية: Rathjens-v. Wissmannsche Südarabischen-Reise). وقد كتب هذا النقش أيضًا باللغة السبئية، ويظهر مثالًا للتوحيد في بلاد العرب قبل الإسلام [الإنجليزية].

## المحتوى
قام ألبرت دبليو إف جامي بفك شفرة النقش على النحو التالي:
ʿbdkllm w-s²ʿt-hw ʾbʿly bt ʾlh[... ... ... ...]— lʾn w-bny-hmy Hnʾm w-Hʿll ʾlht Qwlm b— rʾw w-hs²qrn bt-hmw Yrs³ b-rdʾ Rḥmnn w-brʾ-[h]— w b-wrḫ ḏ-ḫrf ḏ-l-ṯlṯt w-s¹bʿy w-ḫms¹ mʾtm ḥyw

وقُدِّمَت الترجمة الحرفية إلى الإنجليزية من مجموعة نقوش جنوب الجزيرة العربية، على النحو التالي (الترجمة العربية من النص الإنجليزي مُقدّم هنا): 
"وبنى عبدكلم وزوجته عبلى بنت علا[....]- وابناهما حنم وحل من بني قولم (أو فلام) بيتهم وأكملوه بمساعدة الرحمن، وقد بناه في شهر خريف سنة ثلاث وسبعين وخمسمائة (من التقويم الحميري). حيّا!"

## التأريخ
كما هو مذكور في النقش نفسه، أنه كتب في عام 573 من التقويم الحميري. قد يعود تاريخ هذا النقش إلى مكان ما في القرن الخامس الميلادي، وهو القرن الذي كان فيه الزعيم الحميري عبد كلال أكثر نشاطًا حاكمًا ثم وصيًا على العرش لاحقًا.

## التفسير والأهمية
يصف النقش رجلاً يُدعى عبدكلم وعائلته، وهم زوجة وولدين، يحتفلون بإكمال بناء منزل أو قصر يُعرف باسم "يرس³". وقد عرف "عبد كلل" في النقش لأول مرة ألبرت دبليو إف جامي باعتباره الحاكم الوصي الحميري عبد كلال [الإنجليزية]. يُرى الرجل وعائلته وهم يدعون الإله رحمن لأنه ساعدهم في بناء مسكنهم وهو ما يشير إلى أن دين هذه العائلة توحيدي بطبيعته، وقد يشيرون إلى الله.
التقط يوهانس هـ. موردتمان ويوجين ميتفوخ الصور الأولى لهذا النقش ونشراهما لاحقًا في عملهما راثينس-ف. رحلة ويسمان إلى جنوب شبه الجزيرة العربية (بالألمانية: Rathjens-v. Wissmannsche Südarabischen-Reise).

## طالع أيضًا
- التوحيد في بلاد العرب قبل الإسلام [الإنجليزية]
- نقش جبل دبوب
- نقش ري الزلالة

## روابط خارجية
- CIH 6 (مجموعة نقوش جنوب الجزيرة العربية)